# Ciboria juncorum
Ciboria juncorum är en svampart som beskrevs av Velen. 1934. Ciboria juncorum ingår i släktet Ciboria och familjen Sclerotiniaceae.   Inga underarter finns listade i Catalogue of Life.
I den svenska databasen Dyntaxa används istället namnet Gloeotinia juncorum för samma taxon.  Arten är reproducerande i Sverige.